# 自由と祖国
『自由と祖国』（じゆうとそこく、Liberté et patrie）は、2002年製作のジャン＝リュック・ゴダール、アンヌ＝マリー・ミエヴィル共同監督による短篇ビデオ映画である。

## 概要
本作は、2002年、スイスで30年ぶりに開かれた内国博覧会「Expo.02」のために製作され、表象代行作用についてのある省察への前文である。そのため、シャルル＝フェルディナン・ラミュの『ヴォー州人画家エメ・パシュ』の朗読から始まる。

## スタッフ・キャスト
- 監督・脚本・編集 : ジャン＝リュック・ゴダール、アンヌ＝マリー・ミエヴィル
- 録音 : フランソワ・ミュジー、ガブリエル・ハフナー
- 音楽 : フィリップ・バル（Philippe Val）、ルートヴィヒ・ヴァン・ベートーヴェン
- ナレーション :

ジャン＝ピエール・ゴス （Jean-Pierre Gos）
ジュヌヴィエーヴ・パスキエ （Geneviève Pasquier）
- 製作会社 : ヴェガ・フィルム、ペリフェリア

## 関連事項
- ジャン＝リュック・ゴダール監督作品一覧
- Expo.02 （en:Expo.02、fr:Exposition nationale suisse de 2002）
- シャルル＝フェルディナン・ラミュ

## 註
1. ↑  fr:Liberté et patrieの記述を参照。